# Cardiopteris moluccana
Cardiopteris moluccana är en järneksväxtart som beskrevs av Carl Ludwig von Blume. Cardiopteris moluccana ingår i släktet Cardiopteris och familjen Cardiopteridaceae. Inga underarter finns listade i Catalogue of Life.